# Drosopigí (ort i Grekland, Thessalien)
Drosopigí är en ort i Grekland.   Den ligger i prefekturen Trikala och regionen Thessalien, i den centrala delen av landet, 240 km nordväst om huvudstaden Aten. Drosopigí ligger 125 meter över havet och antalet invånare är 260.
Terrängen runt Drosopigí är varierad. Runt Drosopigí är det ganska glesbefolkat, med 42 invånare per kvadratkilometer. Närmaste större samhälle är Trikala, 9,2 km öster om Drosopigí. Trakten runt Drosopigí består till största delen av jordbruksmark.